# Peter Kisner
Peter Kisner (Amersfoort, 1 september 1944 – Sas van Gent, 4 februari 2020) was een Nederlands wielrenner, die professional was van 1969 tot en met 1973.
In 1966 verhuisde hij naar Heikant om daar kilometers te maken op de racefiets.
Hij is vooral bekend geworden door zijn verrassende overwinning bij het kampioenschap van Nederland in 1970. In de eindsprint liet hij Harrie Jansen achter zich.
In 1971 werd hij in de finale van het nationaal baankampioenschap sprint verslagen door Leijn Loevesijn. Hij moest met wielrennen stoppen omdat er een vorm van multiple sclerose bij hem werd geconstateerd.

## Overwinningen
1970
- Nederlands kampioenschap wielrennen

1971
- 5e etappe van de Ruta del Sol

## Resultaten in voornaamste wedstrijden
| Jaar | Parijs-Tours |  | WK op de weg |
| ---- | ------------ |  | ------------ |
| 1969 | 63e          |  |              |
| 1970 |              |  | 28e          |